# Jupiter Farms
Jupiter Farms – jednostka osadnicza w Stanach Zjednoczonych, w stanie Floryda, w hrabstwie Palm Beach.